# Hochstift

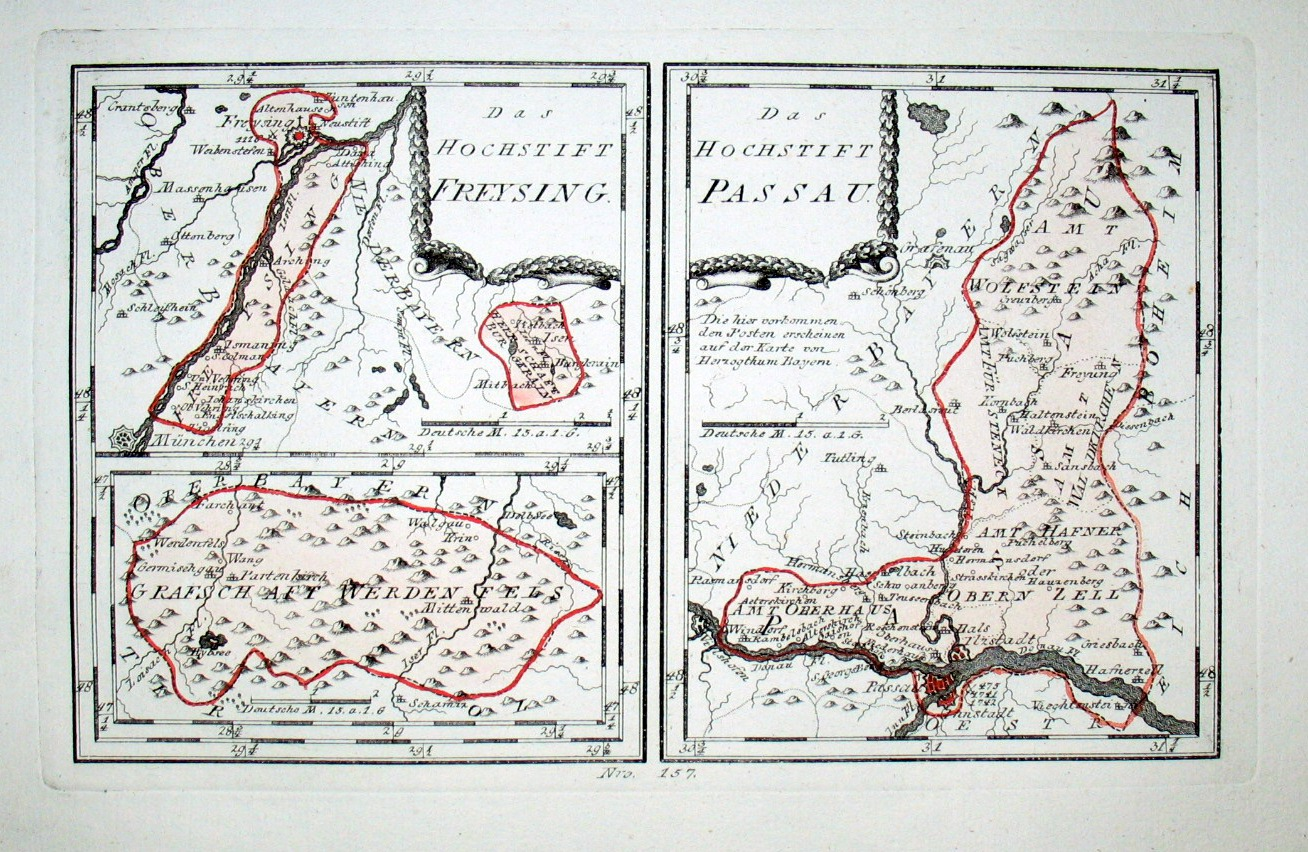
Dois príncipe-bispados (Hochstifte) no final do século XVIII

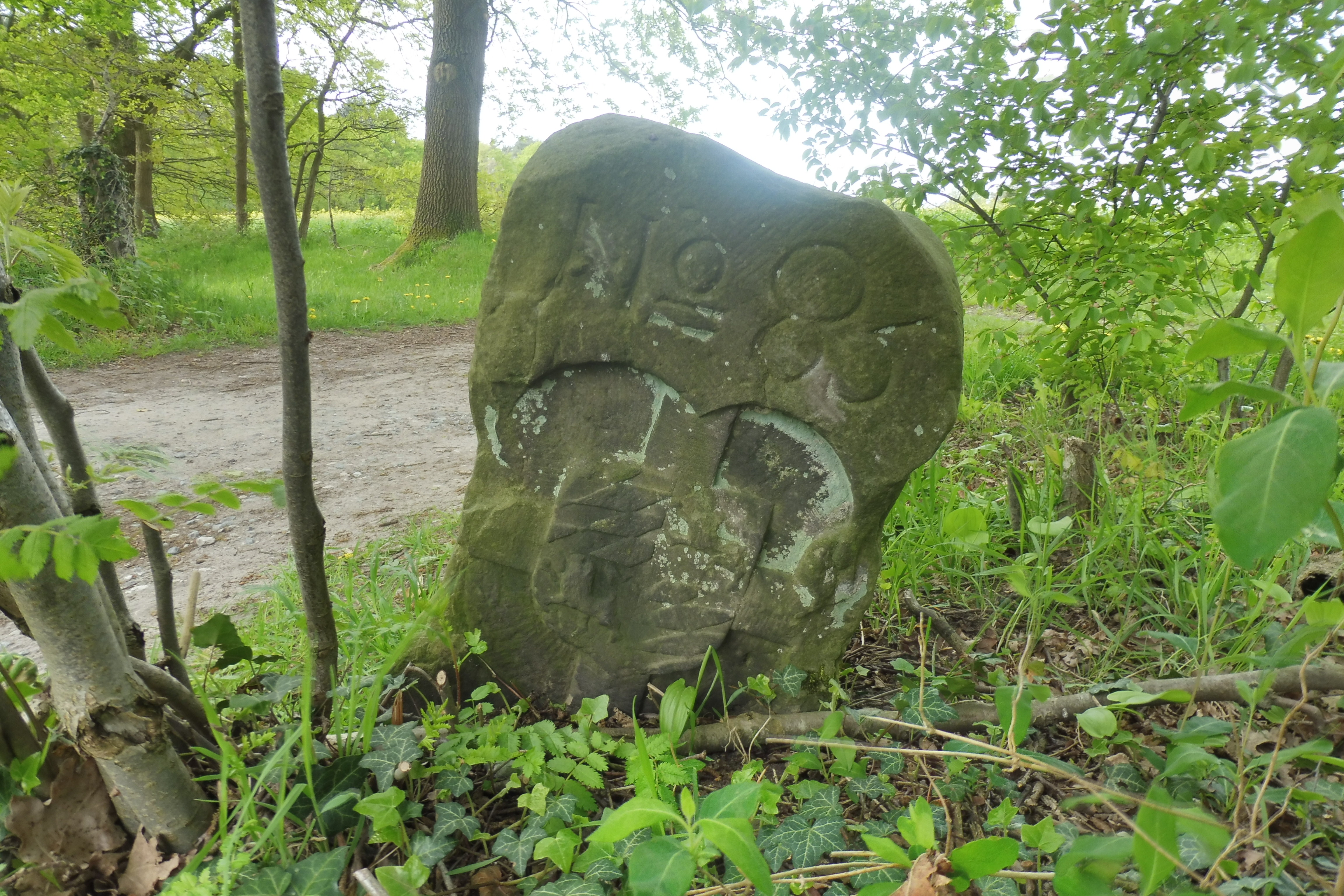
Antigo marcador de pedra que delimita o território respectivo do Príncipe-bispado de Paderborn e do condado de Rietberg

No Sacro Império Romano-Germânico, o termo alemão Hochstift (plural: Hochstifte ou Hochstifter) se referia ao território governado por um bispo como príncipe, em oposição à sua diocese, geralmente muito maior e sobre a qual exercia apenas autoridade espiritual. Os termos príncipe-bispado (alemão: Fürstbistum, ou simplesmente Bistum ) e principado eclesiástico são sinônimos de Hochstift. Erzstift e Kurerzstift se referiram, respectivamente, ao território governado por um príncipe-arcebispo e um eleitor-arcebispo, enquanto Stift se referiu ao território governado por um abade ou abadessa imperial, ou um abade ou abadessa principesca. Stift também era frequentemente usado para se referir a qualquer tipo de principado eclesiástico.
O Hochstift era feito de terras adquiridas principalmente na Idade Média por doações do rei / imperador, legados de senhores locais ou por compra. Muitas vezes era feita de partes não contíguas, algumas das quais poderiam estar localizadas fora da diocese do bispo. O príncipe-bispo, eleito pelos cânones do capítulo da catedral e freqüentemente pertencente à alta nobreza, gozava de imediatismo imperial; ele exercia a mesma autoridade sobre seu principado como qualquer príncipe secular, como um duque ou um margrave, sobre ele. Ele tinha assento e voto na Dieta Imperial.
De uma alta de aproximadamente 40 no final da Idade Média, o número de Hochstifte caiu para 26 no final do século XVIII. Todos haviam sido secularizados e seu território absorvido por estados seculares na época em que o Sacro Império Romano-Germânico foi dissolvido em 1806.

## Etimologia e termos relacionados e derivados

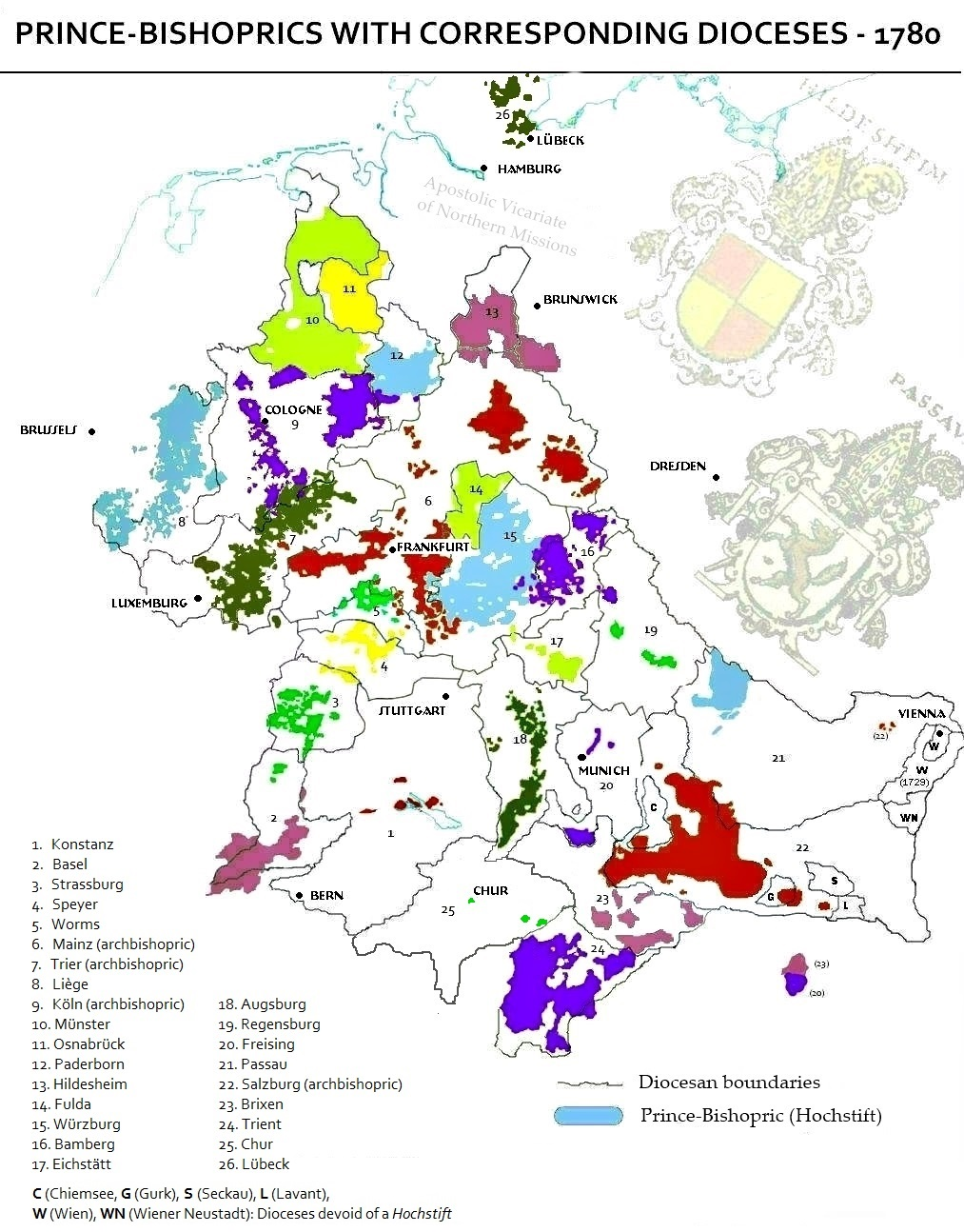
Hochstifte e dioceses no final do século XVIII

Das Stift [plural: die Stifte ou, em algumas regiões, die Stifter ] / het sticht [em holandês] (literalmente, a "doação"), denota em seu significado original o fundo de propriedades doado ou adquirido, cujas receitas são levadas para manter um colégio e a igreja pertencente (Stiftskirche, isto é, igreja colegiada) e seus cânones colegiados (Stiftsherr [en]) ou canonesses (Stiftsfrau [en]). Se o Stift como fundo serviu para manter o colégio específico de uma catedral (o chamado capítulo da catedral ), o Stift era frequentemente chamado das Domstift (isto é, doação de catedral [fundo]).
Hochstift é um composto com hoch ("alto") usado para um príncipe-bispado, significando literalmente uma "alta [eclesiástica] doação [fundo de propriedades]". Enquanto Erzstift, um composto com Erz ... ("arch [i] ..."), era a expressão correspondente para um príncipe-arcebispado. Para os três príncipes eleitorados de Colônia (Kurköln), Mainz (Kurmainz  e Trier (Kurtrier), que eram simultaneamente arcebispos, o termo correspondente é Kurerzstift (eleitorado-arcebispado). O adjetivo pertencente a Stift como território é stiftisch (de, pertencente a um príncipe-bispado; príncipe-episcopal). Como composto, o termo Stift hoje geralmente leva o "s" copulativo quando usado como composto anterior, como em Stiftsadel (nobreza vassal de um príncipe-bispado), Stiftsamtmann (= funcionário de um Stift), Stiftsmann (plural: Stiftsleute; = inquilino vassalo de uma propriedade de um Stift), Stiftssasse (= sujeito / habitante de um príncipe-bispado), Stiftsstände (= propriedades de um príncipe-bispado como um domínio), ou Stiftstag (dieta das propriedades de um príncipe-bispado).
Os príncipe-bispados específicos eram frequentemente chamados Hochstift / Erzstift X, como em Hochstift Ermland ou Erzstift Bremen, com significado stiftbremisch de / pertencente ao príncipe-arcebispado de Bremen, em oposição a stadtbremisch (de / pertencente à cidade de Bremen). Por outro lado, as entidades espirituais, as dioceses, são chamadas de Bistum ("diocese") ou Erzbistum ("arquidiocese") em alemão. A diferença entre um Hochstift / Erzstift e um Bistum / Erzbistum nem sempre é clara para os autores, de modo que textos não acadêmicos costumam traduzir Hochstift ou Erzstift incorretamente simplesmente como diocese / bispado ou arquidiocese / arcebispado, respectivamente.